# Баокар, Уттара
Уттара Баокар (хинди उत्तरा बाओकर; 1944, Сангли, Британская Индия — 12 апреля 2023, Пуна, Махараштра) — индийская актриса

 театра, кино и телевидения.
В 1984 году она получила премию академии Сангит Натак за актёрское мастерство (в театре на хинди). Она снялась в таких фильмах на маратхи, как Doghi (1995), Uttarayan (2005), Shevri и Restaurant (2006).

## Биография
Баокар родилась в 1944 году в Сангли. Училась в Национальной школе исполнительских искусств в Нью-Дели, которую окончила в 1968 году.
В 1978 году она поставила пьесу Джайванта Далви «Сандхья Чхая», переведенную на хинди Кусумом Кумаром.
В 1984 году Индийская национальная академия Сангит Натак вручила ей премию за её вклад в индийский театр. Она также снялась в некоторых фильмах на маратхи, таких как Doghi (1995) с Садашивом Амрапуркаром и Ренукой Дафтардар, Uttarayan (2005), Shevri и Restaurant (2006).
Она также получила Национальную кинопремию Индии в номинации «Лучшая женская роль второго плана» за роль в фильме «День наступил» в 1988 году.
Умерла 12 апреля 2023 года в Пуне.